# Torneo de Delray Beach 2021
El Delray Beach Open 2021 fue un evento de tenis de la ATP Tour 250 serie. Se disputó en Delray Beach, Estados Unidos en el Delray Beach Tennis Center desde el 4 hasta el 10 de enero de 2021.

## Distribución de puntos
| Modalidad            | Campeón | Finalista | Semifinales | Cuartos de final | 2ª ronda | 1ª ronda | Clasificados | 2ª ronda de clasificación | 1ª ronda de clasificación |
| Individual masculino | 250     | 165       | 100         | 50               | 25       | 0        | 13           | 7                         | 0                         |
| Dobles masculino     | 250     | 150       | 90          | 45               | 20       | 0        | -            | -                         | -                         |

## Cabezas de serie

### Individuales masculino
| Tenista          | Ranking | Preclasificado |
| Christian Garín  | 22      | 1              |
| John Isner       | 25      | 2              |
| Adrian Mannarino | 34      | 3              |
| Hubert Hurkacz   | 35      | 4              |
| Tommy Paul       | 52      | 5              |
| Sam Querrey      | 56      | 6              |
| Pablo Andújar    | 59      | 7              |
| Frances Tiafoe   | 62      | 8              |

- Ranking del 4 de enero de 2021.[2]

### Dobles masculino
| Tenista                             | Ranking | Preclasificado |
| Marcelo Arévalo Jean-Julien Rojer   | 75      | 1              |
| Marcus Daniell Philipp Oswald       | 87      | 2              |
| Marcelo Demoliner Santiago González | 92      | 3              |
| Luke Bambridge Dominic Inglot       | 121     | 4              |

## Campeones

### Individual masculino
Hubert Hurkacz venció a  Sebastian Korda por 6-3, 6-3

### Dobles masculino
Ariel Behar /  Gonzalo Escobar vencieron a  Christian Harrison /  Ryan Harrison por 6-7(5-7), 7-6(7-4), [10-4]